# جيوفري ألدرمان
جيوفري ألدرمان (بالإنجليزية: Geoffrey Alderman)‏ هو مؤرخ بريطاني، ولد في 10 فبراير 1944.

## وصلات خارجية
- جيوفري ألدرمان على موقع IMDb (الإنجليزية)